# أسامة متحزم
أسامة متحزم (16 ديسمبر 1993 الجزائر - ) هو لاعب كرة قدم جزائري، يلعب كحارس مرمى.

## روابط خارجية
- أسامة متحزم على موقع قاعدة بيانات كرة القدم.إي يو (الإنجليزية)
- أسامة متحزم على موقع Soccerway.com (الإنجليزية)
- أسامة متحزم على موقع أوليمبيديا (الإنجليزية)